# 1502.
◄ | 15. stoljeće | 16. stoljeće | 17. stoljeće | ►
◄ | 1470-ih | 1480-ih | 1490-ih | 1500-ih | 1510-ih | 1520-ih | 1530-ih | ►
◄◄ | ◄ | 1499. | 1500. | 1501. | 1502. | 1503. | 1504. | 1505. | ► | ►►
Arhitektura • Astronomija • Glazba • Kazalište • Kiparstvo • Knjige • Književnost • Kršćanstvo • Medicina • Politika • Pravo • Promet • Slikarstvo • Znanost
1502. je bila godina prema gregorijanskom kalendaru koja nije bila prijestupna, a započela je u srijedu.

## Događaji
- 1. siječnja – portugalski istraživači uplovljavaju u zaljev Guanabara u Brazilu i vjerojatno ga zamjenjuju za ušće rijeke, koju nazivaju Rio de Janeiro (Siječanjska rijeka).
- 11. svibnja – Kristofor Kolumbo kreće iz Španjolske, na svoje četvrto i zadnje putovanje u Novi svijet.
- 21. svibnja – portugalski istraživači otkrivaju otok Sveta Helena.
- Dovedeni su prvi robovi u Novi svijet, točnije na otok Hispaniola (danas Haiti i Dominikanska Republika).
- Ivan III. i Mengali I. Giraj napadaju Veliku Kneževinu Litvu, bez previše uspjeha.
- Krimski kan Mengali I. Giraj uništava Saraj, glavni grad Velike Horde
- Kristofor Kolumbo dolazi u Trujillo, i kopno naziva Honduras.

## Rođenja
- 7. siječnja – papa Grgur XIII. (umro 1585.)
- 2. veljače – Damião de Góis, portugalski filozof (umro 1574.)
- 20. ožujka – Pierino Belli, talijanski vojnik i pravnik (umro 1575.)
- 25. travnja – Georg Major, njemački luteranski teolog (umro 1574.)
- 6. lipnja – Ivan III., kralj Portugala
- 13. rujna – John Leland, engleski antikvarijar (umro 1552.)
- Antonio Maria Zaccaria, osnivač barnabitskog reda (umro 1539.)
- Elizabeta Blount, ljubavnica kralja Henrika VIII. (umrla 1540.)
- Cuauhtémoc, zadnji astečki vladar (Tlatoani) Tenochtitlána i zadnji "astečki car" (umro 1525.)
- Stephen Hawes, engleski pjesnik (umro 1521.)
- Miguel López de Legazpi, španjolski konkvistador (umro 1572.)
- Blaise de Lasseran-Massencôme, francuski maršal (umro 1577.)
- Pedro Nunes, portugalski matematičar (umro 1578.)
- Francesco Spiera, talijanski protestantski pravnik (umro 1543.)

## Smrti
- 2. travnja – Artur Tudor, najstariji sin Henrika VII. (rođen 1486.)
- 12. ožujka – Franjo Vranjanin, talijanski kipar (* oko 1430.)
- Auítzotl, astečki vođa Tenochtitlana
- Sogi, budistički svećenik i japanski pjesnik  (rođen 1421.)
- Alvise Vivarini, talijanski slikar (rođen 1446.)

## Vanjske poveznice
|  | Zajednički poslužitelj ima još gradiva o temi 1502. |